# Muelas de los Caballeros
Muelas de los Caballeros és un municipi de la província de Zamora a la comunitat autònoma de Castella i Lleó.

## Demografia
| 1991 | 1996 | 2001 | 2004 |
| ---- | ---- | ---- | ---- |
| 287  | 244  | 241  | 246  |

## Personatges il·lustres
- Carlos Llamas (1954-2007), periodista.